# Gare de Saratoga Springs
La  gare de Saratoga Springs est une gare ferroviaire des États-Unis située à Saratoga Springs dans l'État de New York; elle est desservie par deux lignes d'Amtrak.

## Histoire
Elle est construite en 1956 par la Delaware and Hudson Railway.

## Service des voyageurs

### Desserte
Elle est desservie par des liaisons longue-distance Amtrak :
- L'Adirondack: Montréal - New York
- L'Ethan Allen Express: Rutland - New York